# Winston Coe
Winston Coe (1879-1951) fue un jugador Irlandés que se desempeñó como lateral derecho y más reconocidamente como arquero para el Barracas Athletic Club. Su mayor distinción a la hora de atajar fue la clara ausencia de su brazo izquierdo, lo que le valió la adulación del público tanto local como visitante. 

## Barracas Club
Su único club en su carrera fue el antes mencionado Barracas Athletic Club, en el que jugaba habitualmente como lateral; sin embargo, debido a que el arquero titular del equipo había sido dado al Alumni Athletic Club, varios miembros del club tuvieron que ponerse a prueba bajo los 3 palos, siendo Coe el que sorpresivamente dio la mejor actuación en el campo, en el partido contra Estudiantes de Buenos Aires, en el cual, si bien no resultaron vencedores, perdiendo con un marcador de 2-1, fue el guardameta del Barracas el que se llevó todos los aplausos del encuentro. 
Así fue como Coe consigue ser titular en los siguientes 2 partidos, en los cuales el club resultó goleado por un marcador de 5-0 contra Alumni Athletic Club y un aplastante marcador de 11-0 contra el Reformer Athletic Club. Pero, según varios medios estos resultados habrían sido aún más catastróficos si el guardameta irlandés no hubiera estado bajo los postes. 
Después de estos partidos, Coe dejó de atajar, y su club desapareció en el año 1907, actualmente, Coe es recordado como un ejemplo de superación, y un caso bastante curioso del fútbol argentino.